# La partida
La partida va ser un programa de televisió català emès per TV3 des de 2010 fins a 2013. El concurs va néixer a Televisió de Catalunya el dia 20 de juliol de 2010, i s'emetia els estius, encara que també va tenir edicions de Nadal. Estava inspirat en el joc de taula Party&Co, propietat de la multinacional catalana de jocs Diset. Va ser dirigit per Òscar Xavier Nogueira i presentat per Javier Estrada. Mitjançant proves d'habilitat i culturals, diverses parelles podien endur-se els premis.

## Audiències
| Temporada | Quota | Espectadors |
| --------- | ----- | ----------- |
| 1a (2010) | 12,4% | 349.000     |
| 2a (2011) |       |             |
| 3a (2012) | 9,0%  | 250.000     |